# Declana crassitibia
Declana crassitibia là một loài bướm đêm trong họ Geometridae.